# A House in Jerusalem
A House in Jerusalem es una película de suspenso y fantasía palestina de 2023 dirigida por Muayad Alayan. Se estrenó en febrero de 2023 en el Festival Internacional de Cine de Róterdam. La película cuenta la historia de una niña judía-británica, Rebecca, y su padre, que se mudan a Israel a una casa en Jerusalén Occidental, donde se encuentra con el fantasma de una niña palestina llamada Rasha, a quien sólo ella puede ver. La familia de Rasha fue expulsada de ese hogar durante la guerra de Palestina de 1948, conocida como la Nakba. Finalmente, Rebecca hace una visita al campamento de Aida de Belén, en Cisjordania ocupada por Israel, para pagar una deuda pasada después de que su padre tirara la muñeca de Rasha, y en busca de los dueños históricos de la casa. El guion de la película fue escrito por Muayad y Rami Musa Alayan, dos hermanos palestinos. Fue estrenada por Netflix a principios de 2024.

## Antecedentes
A House in Jerusalem está escrita y dirigida por Muayad Alayan, un palestino cuya familia estaba entre los aproximadamente 750 000 árabes palestinos que huyeron o fueron expulsados de lo que se había convertido en Israel durante la guerra de Palestina de 1948, también conocida como la Nakba, y no se les permitió regresar. La historia familiar de Alayan inspiró la película. Se le ocurrió la idea de la película en 2009 mientras pasaba por el antiguo barrio de su familia en Jerusalén Occidental, Israel, donde vio lo que parecía una familia judía recién inmigrante mudándose a una de las antiguas casas de la ciudad.

## Argumento
La película cuenta la historia de una niña judía-británica llamada Rebecca que se mudó con su padre Michael a Israel, a una villa en Jerusalén Occidental que fue heredada por su abuelo, quien la había comprado al estado israelí en la década de 1960. Rebecca encuentra una muñeca vieja en un pozo dentro del jardín de la villa, la cual rescata pero finalmente es tirada por su padre. Más tarde descubre que la muñeca pertenece a Rasha, una niña palestina que ve como un fantasma que sólo ella puede ver. Al disculparse con Rasha por la pérdida de su muñeca, siente una sensación de deuda con el pasado que debe saldar.
La policía israelí visita a la familia británica después de que Rebecca publicara una foto de la casa en línea, preguntando por sus propietarios históricos. Finalmente, visita el cercano campamento de Aida en Belén, en Cisjordania ocupada por Israel, a donde, según se informa, huyeron los padres de Rasha durante la guerra de Palestina de 1948. Allí, Rebecca conoce a la anciana Rasha, a quien finalmente su padre lleva a visitar su antigua casa.

## Reparto
- Johnny Harris como Michael.
- Miley Locke como Rebecca.
- Sheherazade Farrell como Rasha.

## Producción
La casa de Jerusalén fue filmada en Jerusalén Este y no en su parte occidental, ya que, según el director, habría sido difícil convencer a los inquilinos de rodar una película que narrara la historia palestina de la misma. El director también declaró que la película tuvo que filmarse de incógnito y bajo la afirmación de que era con fines documentales, ya que de lo contrario habría complicado el proceso de obtención de la licencia por parte de las autoridades israelíes. La película es la primera producción conjunta entre el Reino Unido y Palestina.

## Recepción crítica
A House in Jerusalem recibió críticas generalmente positivas: el 75 % de ocho reseñas en el agregador de reseñas Rotten Tomatoes fueron positivas. Una reseña en el Financial Times la describió como accesible para los espectadores jóvenes y que concluye «con un grado de artificio y sentimiento, pero transmite su lección histórica de manera económica». Steve Rose, escribiendo para The Guardian, comentó que «las raíces más profundas de la historia le dan una resonancia y relevancia adicionales, mientras que el paisaje regional más amplio de desposesión y trauma intergeneracional se encapsulan con cierta sutileza y sensibilidad». Una reseña en The Jewish Chronicle le dio a la película dos de cinco estrellas y la calificó de «terriblemente presuntuosa».